# Cornelia Kaufmann-Hurschler
Cornelia Kaufmann-Hurschler (* 16. November 1977) ist eine Schweizer Politikerin (Die Mitte) im Kanton Obwalden.

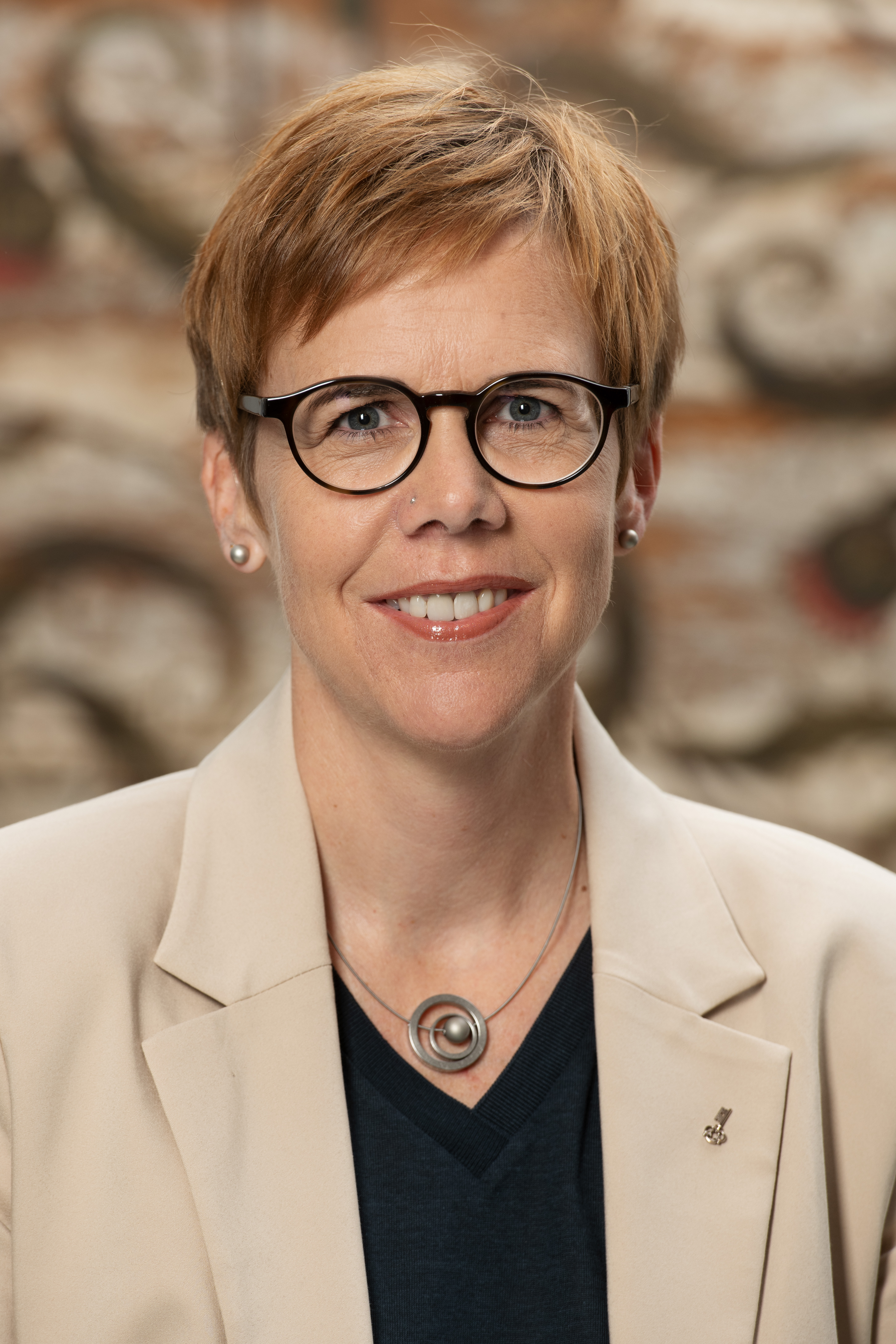
Cornelia Kaufmann-Hurschler (2022)

## Politik
Kaufmann-Hurschler war von 2014 bis 2022 Mitglied des Obwaldner Kantonsrats, den sie im Amtsjahr 2020/2021 präsidierte. Sie wurde am 13. März 2022 in den Obwaldner Regierungsrat gewählt. Sie trat das Amt zum 1. Juli 2022 an und übernahm das Finanzdepartement. Die Amtsdauer läuft bis zum 30. Juni 2026.

## Leben
Kaufmann-Hurschler absolvierte ein Rechtsstudium an der Universität Bern, das sie 2003 mit dem Lizentiat (lic. iur.) abschloss. Nach Tätigkeiten als Rechtsanwältin bei zwei Anwaltskanzleien in Luzern und Stans machte sie sich 2017 als Rechtsanwältin und Notarin mit Kanzlei in Engelberg selbständig. Sie hat das Notariatspatent des Kantons Obwalden und das Anwaltspatent des Kantons Nidwalden.
Kaufmann-Hurschler ist verheiratet, hat zwei Kinder und wohnt in Engelberg.